# Elena Jiménez (actriz)
Elena Jiménez (Madrid, 1994) es una actriz española conocida principalmente por suceder a Alejandra Lorenzo en el papel de Leonor Gómez Sanabria en el serial Amar es para siempre, secuela de Amar en tiempos revueltos, además ha realizado numerosos largos y cortometrajes.
Actualmente se encuentra inmersa en importantes proyectos de teatro en el Museo del Prado y demás.

## Biografía
Elena Jiménez estudió arte dramático en la escuela Juan Codina, además de realizar otros cursos con Mar Navarro, Eva Lesmes o Carmen Vals. Así mismo, cursó estudios en Inglaterra en el Bristol Old Vic Theatre School. Estudió doblaje en la Academia AM con Claudio Rodríguez y es locutora. Desde el año 2000 estudia baile moderno y ha cursado Ballet Clásico en la Royal Academy of Dance durante 14 años.
Habla fluidamente el inglés y tiene conocimientos de francés.

## Filmografía

### Televisión

#### Como intérprete
- Amar es para siempre, como Leonor Gómez Sanabria (2013-2015)
- El comisario, personaje episódico (1998)
- El informal, un sketch (1999)
- Historias para no dormir, un episodio: La habitación del niño, reparto. TV movie (2004)
- Mis adorables vecinos, personaje episódico (2004)
- A tortas con la vida, personaje episódico (2006)

#### Como presentadora
- El mundo mágico de Brunelesky, presentadora (2004)
- Fama School, bailarina (2008)

### Largometrajes
- Post Mortem. Personaje Carmencita. 2019. Productora C PRODUCTIONS CHROMATIQUES
- La habitación del niño. Dir Álex de la Iglesia
- Goya en Burdeos. Dir. Carlos Saura (1999)
- Más de mil cámaras velan por tu seguridad. Dir. David Alonso (2001)
- Cosas de brujas. Dir. José Miguel Juárez (2002)

### Cortometrajes
- A ti (2004)

El escupitajo. Protagonista. 2017

### Teatro
- Las preciosas Ridículas (Moliére). Teatro Karpas. Personaje "Cathos". 2019
- Celestina. Teatro Karpas. Personaje Melibea. 2018-2019
- Yerma. Personaje lavanderas, diabla. 2018
-El Pintor de su deshonra (Calderón de la Barca). Auditorio nacional del museo de EL PRADO. Personaje Serafina. 2017
-Hamelin (Juan Mayorga). Personaje Josemari. 2017
- En nombre de la Infanta Carlota. Musical,coprotagonista(2003-2005)

Pódcasts
• The Sounds of Nightmares (2024)